# Алашань – Правий стяг
39°12′45″ пн. ш. 101°40′10″ сх. д. / 39.21242° пн. ш. 101.66952° сх. д.
Алашань – Правий стяг (кит. 阿拉善右旗, пін. Ālāshàn Yòuqí) — один із повітів КНР у складі префектури Алашань, Внутрішня Монголія. Адміністративний центр — містечко Бадан-Джаран.

## Географія
Алашань – Правий стяг лежить в однойменній пустелі на північ від коридору Хесі; на півдні переходить у гірські пасма Хелішань, Бейдашань і Луншоушань.

### Клімат
Хошун знаходиться у зоні, котра характеризується кліматом пустель помірного поясу. Найтепліший місяць — липень із середньою температурою 24,9 °C. Найхолодніший місяць — січень, із середньою температурою -7,8 °С.
| Клімат хошуну Алашань – Правий стяг                | Клімат хошуну Алашань – Правий стяг | Клімат хошуну Алашань – Правий стяг | Клімат хошуну Алашань – Правий стяг | Клімат хошуну Алашань – Правий стяг | Клімат хошуну Алашань – Правий стяг | Клімат хошуну Алашань – Правий стяг | Клімат хошуну Алашань – Правий стяг | Клімат хошуну Алашань – Правий стяг | Клімат хошуну Алашань – Правий стяг | Клімат хошуну Алашань – Правий стяг | Клімат хошуну Алашань – Правий стяг | Клімат хошуну Алашань – Правий стяг | Клімат хошуну Алашань – Правий стяг |
| Показник                                           | Січ.                                | Лют.                                | Бер.                                | Квіт.                               | Трав.                               | Черв.                               | Лип.                                | Серп.                               | Вер.                                | Жовт.                               | Лист.                               | Груд.                               | Рік                                 |
| Середній максимум, °C                              | −1,2                                | 3,6                                 | 10,5                                | 18,2                                | 24,1                                | 29                                  | 31                                  | 29,1                                | 23,3                                | 16                                  | 7,6                                 | −0,4                                | 16                                  |
| Середня температура, °C                            | −7,8                                | −3,2                                | 3,8                                 | 11,5                                | 17,6                                | 22,9                                | 24,9                                | 23                                  | 17,3                                | 9,4                                 | 0,9                                 | −6,1                                | 9,5                                 |
| Середній мінімум, °C                               | −13,7                               | −9,4                                | −2,4                                | 4,9                                 | 10,8                                | 16,5                                | 19                                  | 17,4                                | 11,7                                | 3,4                                 | −4,9                                | −11,7                               | 3,5                                 |
| Норма опадів, мм                                   | 1                                   | 0.4                                 | 2.1                                 | 5                                   | 10.2                                | 17.6                                | 31.6                                | 23.4                                | 22.5                                | 6.2                                 | 1.1                                 | 0.8                                 | 121.9                               |
| Вологість повітря, %                               | 46                                  | 36                                  | 29                                  | 25                                  | 25                                  | 30                                  | 37                                  | 40                                  | 41                                  | 36                                  | 40                                  | 46                                  | 36                                  |
| -------------------------------------------------- | ----------------------------------- | ----------------------------------- | ----------------------------------- | ----------------------------------- | ----------------------------------- | ----------------------------------- | ----------------------------------- | ----------------------------------- | ----------------------------------- | ----------------------------------- | ----------------------------------- | ----------------------------------- | ----------------------------------- |
| Джерело: Дані метеостанції №52576 (КНР, 1991-2020) |                                     |                                     |                                     |                                     |                                     |                                     |                                     |                                     |                                     |                                     |                                     |                                     |                                     |